# Hannes Kröger (Musikprojekt)
Hannes Kröger ist ein Musikprojekt des deutschen Sängers Sascha Wahlbeck und der Produzenten Peter Hoffmann und Franz Plasa. 1988 wurde der Act durch die Single Der blonde Hans zum One-Hit-Wonder.

## Werdegang
Peter Hoffmann und Franz Plasa, zwei Produzenten aus Hamburg, nahmen 1988 mit Sascha Wahlbeck den Dance-Hit Der blonde Hans auf. Darauf waren neben Wahlbecks Stimme auch O-Töne von Hans Albers aus dessen Film Große Freiheit Nr. 7 zu hören. Das Lied hielt sich 18 Wochen in den deutschen Singlecharts und erreichte Platz 5. Von dem Lied wurde 1988 vom Musikprojekt Fix & Fertig eine parodistische Coverversion mit dem Titel Der blonde Hans von der Bundesbahn eingespielt, die sich auch in den  deutschen Singlecharts platzieren konnte.
Die Folgesingle Es wird Nacht auf St. Pauli, die ebenfalls auf Hans-Albers-Zitaten basierte, verfehlte eine Hitparadennotierung. 1990 veröffentlichte das Team eine Coverversion des Kraftwerk-Hits Das Model, die jedoch unbeachtet blieb.

## Diskografie
Singles
- 1988: Wie geht’s? (als Happy Hour)
- 1988: Ist das deutsch (Germans in the House) (als Der wilde Fritz)
- 1988: Der blonde Hans
- 1989: Es wird Nacht auf St. Pauli – Der blonde Hans Part II
- 1990: Das Model